# Zornella armata
Zornella armata är en spindelart som först beskrevs av Banks 1906.  Zornella armata ingår i släktet Zornella och familjen täckvävarspindlar. Inga underarter finns listade i Catalogue of Life.